# Pteromalus sylveni
Pteromalus sylveni is een vliesvleugelig insect uit de familie Pteromalidae. De wetenschappelijke naam is voor het eerst geldig gepubliceerd in 1979 door Hedqvist.